# George Alan Thomas

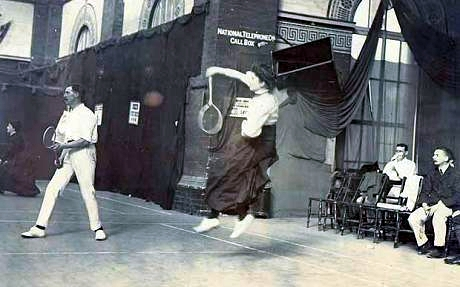
George Alan Thomas und Ethel Thomson

Sir George Alan Thomas, 7. Baronet (* 14. Juni 1881 in Therapia bei Istanbul; † 23. Juli 1972 in London) war ein britischer Schach-, Badminton- und Tennisspieler, der in allen drei Sportarten erfolgreich war. Insbesondere hält er den Rekord von insgesamt 21 Titeln bei der All England Open Badminton Championships. Er war der erste Präsident der 1934 gegründeten International Badminton Federation (IBF). Ihm zu Ehren wird die Mannschaftsweltmeisterschaft im Badminton Thomas Cup genannt. Dazu war er zweifacher englischer Meister im Schach.

## Adelstitel
Am 9. März 1918 erbte er von seinem Verwandten George Thomas, 6. Baronet (1847–1918) den 1766 in der Baronetage of Great Britain geschaffenen Titel Baronet, of Yapton in the County of Sussex. Da Thomas unverheiratet und kinderlos blieb, erlosch der Titel bei seinem Tod 1972.

## Schach
Schach erlernte er ab 1894 von seiner Mutter Lady Edith Thomas, die eine starke Tennisspielerin war, 1895 in Hastings aber auch das erste Schach-Damenturnier der Welt gewann.
Im Jahre 1896 gewann Thomas in einer Simultanveranstaltung gegen Emanuel Lasker. Er wurde zweimal (1923 und 1934) britischer Meister und erhielt von der FIDE 1950 den Titel eines Internationalen Meisters verliehen. Mit der englischen Mannschaft nahm er an den Schacholympiaden 1927, 1930, 1931, 1933, 1935, 1937 und 1939 teil. Bei der Schacholympiade 1927 erreichte er mit der Mannschaft den dritten Platz und erzielte das beste Einzelergebnis aller Teilnehmer, 1931 erreichte er das zweitbeste Einzelergebnis am dritten Brett.
Seine beste historische Elo-Zahl betrug 2610. Diese erreichte er im Januar 1923.

## Tennis
Im Tennis trat er von 1906 bis 1926 bei allen Austragungen im Herreneinzel der Wimbledon Championships an, von 1906 bis 1922 ging er außerdem bei allen Austragungen im Herrendoppel und von 1913 bis 1926 insgesamt achtmal im Mixed an den Start. Sein bestes Ergebnis im Einzel erreichte er dabei 1911, als er sich erst im Viertelfinale nach vier Sätzen seinem Landsmann Charles Dixon geschlagen geben musste. Im Doppel erreichte er 1912 mit seinem Partner Albert Davis Prebble das Halbfinale, im Mixed zog er 1920 und 1921 mit seiner Partnerin H. Hogarth in die zweite Runde ein.

## Badminton
Als Badmintonspieler gewann er 21 Titel in der All England (4× Einzel, 9× Doppel, 8× Mixed) und ist damit der erfolgreichste Spieler bei dieser Veranstaltung überhaupt. Er war 1934 Mitbegründer des Weltverbandes IBF, dessen Vorsitzender er bis 1955 war.

### Erfolge
| Saison | Veranstaltung | Disziplin    | Platz | Name                                        |
| ------ | ------------- | ------------ | ----- | ------------------------------------------- |
| 1903   | All England   | Mixed        | 1     | George Alan Thomas / Ethel B. Thomson       |
| 1903   | All England   | Herrendoppel | 2     | George Alan Thomas / Ralph Watling          |
| 1904   | All England   | Herreneinzel | 2     | George Alan Thomas                          |
| 1905   | All England   | Mixed        | 2     | George Alan Thomas / Ethel B. Thomson       |
| 1906   | All England   | Herrendoppel | 1     | Henry Norman Marrett / George Alan Thomas   |
| 1906   | All England   | Mixed        | 1     | George Alan Thomas / Ethel B. Thomson       |
| 1907   | Scottish Open | Herreneinzel | 1     | George Alan Thomas                          |
| 1907   | Scottish Open | Mixed        | 1     | George Alan Thomas / G. L. Murray           |
| 1907   | All England   | Mixed        | 1     | George Alan Thomas / G. L. Murray           |
| 1907   | Scottish Open | Herrendoppel | 1     | George Alan Thomas / R. G. P. Hunter        |
| 1908   | All England   | Mixed        | 2     | George Alan Thomas / G. L. Murray           |
| 1908   | All England   | Herrendoppel | 1     | Henry Norman Marrett / George Alan Thomas   |
| 1909   | Scottish Open | Mixed        | 1     | George Alan Thomas / G. L. Murray           |
| 1909   | Irish Open    | Mixed        | 1     | George Alan Thomas / Hazel Hogarth          |
| 1909   | Scottish Open | Herrendoppel | 1     | George Alan Thomas / Hugh Comyn             |
| 1909   | Irish Open    | Herrendoppel | 1     | Frank Chesterton / George Alan Thomas       |
| 1909   | Scottish Open | Herreneinzel | 1     | George Alan Thomas                          |
| 1909   | All England   | Herrendoppel | 2     | Henry Norman Marrett / George Alan Thomas   |
| 1910   | Scottish Open | Herrendoppel | 1     | George Alan Thomas / Hugh Comyn             |
| 1910   | Scottish Open | Damendoppel  | 1     | Meriel Lucas / George Alan Thomas           |
| 1910   | Irish Open    | Herrendoppel | 1     | Frank Chesterton / George Alan Thomas       |
| 1910   | Scottish Open | Herreneinzel | 1     | George Alan Thomas                          |
| 1909   | French Open   | Mixed        | 1     | George Alan Thomas / Mary K. Bateman        |
| 1909   | French Open   | Herrendoppel | 1     | George Alan Thomas / Guy Sautter            |
| 1910   | Irish Open    | Mixed        | 1     | George Alan Thomas / Margaret Larminie      |
| 1910   | Scottish Open | Mixed        | 1     | George Alan Thomas / G. L. Murray           |
| 1910   | All England   | Herrendoppel | 1     | Henry Norman Marrett / George Alan Thomas   |
| 1910   | French Open   | Mixed        | 1     | George Alan Thomas / Mary K. Bateman        |
| 1910   | French Open   | Herrendoppel | 1     | George Alan Thomas / Guy Sautter            |
| 1910   | French Open   | Herreneinzel | 1     | George Alan Thomas                          |
| 1911   | Irish Open    | Herreneinzel | 1     | George Alan Thomas                          |
| 1911   | Scottish Open | Herreneinzel | 1     | George Alan Thomas                          |
| 1911   | Irish Open    | Herrendoppel | 1     | Guy Sautter / George Alan Thomas            |
| 1911   | All England   | Mixed        | 1     | George Alan Thomas / Margaret Larminie      |
| 1911   | Irish Open    | Mixed        | 1     | George Alan Thomas / Margaret Larminie      |
| 1911   | Scottish Open | Mixed        | 1     | George Alan Thomas / W.S. Gill              |
| 1911   | French Open   | Herrendoppel | 1     | George Alan Thomas / Guy Sautter            |
| 1911   | French Open   | Herreneinzel | 1     | George Alan Thomas                          |
| 1912   | All England   | Herrendoppel | 1     | Henry Norman Marrett / George Alan Thomas   |
| 1912   | Scottish Open | Herreneinzel | 1     | George Alan Thomas                          |
| 1912   | Irish Open    | Herrendoppel | 1     | Guy Sautter / George Alan Thomas            |
| 1912   | Scottish Open | Herrendoppel | 1     | George Alan Thomas / Stewart Marsden Massey |
| 1912   | Irish Open    | Mixed        | 1     | George Alan Thomas / Margaret Tragett       |
| 1912   | French Open   | Mixed        | 1     | George Alan Thomas / Lavinia Clara Radeglia |
| 1912   | French Open   | Herreneinzel | 1     | George Alan Thomas                          |
| 1912   | French Open   | Herrendoppel | 1     | George Alan Thomas / A. Gardner             |
| 1913   | Scottish Open | Herreneinzel | 1     | George Alan Thomas                          |
| 1913   | Irish Open    | Herreneinzel | 1     | George Alan Thomas                          |
| 1913   | Irish Open    | Herrendoppel | 1     | Guy Sautter / George Alan Thomas            |
| 1913   | Scottish Open | Mixed        | 1     | George Alan Thomas / Lavinia Clara Radeglia |
| 1913   | All England   | Herrendoppel | 1     | Frank Chesterton / George Alan Thomas       |
| 1913   | French Open   | Herreneinzel | 1     | George Alan Thomas                          |
| 1913   | French Open   | Mixed        | 1     | George Alan Thomas / Lavinia Clara Radeglia |
| 1914   | All England   | Mixed        | 1     | George Alan Thomas / Hazel Hogarth          |
| 1914   | Irish Open    | Herreneinzel | 1     | George Alan Thomas                          |
| 1914   | Scottish Open | Mixed        | 1     | George Alan Thomas / Lavinia Clara Radeglia |
| 1914   | All England   | Herrendoppel | 1     | Frank Chesterton / George Alan Thomas       |
| 1914   | Irish Open    | Mixed        | 1     | George Alan Thomas / Hazel Hogarth          |
| 1914   | Irish Open    | Herrendoppel | 1     | R. H. Plews / George Alan Thomas            |
| 1914   | Scottish Open | Herreneinzel | 1     | George Alan Thomas                          |
| 1914   | Scottish Open | Herrendoppel | 1     | George Alan Thomas / Frank Chesterton       |
| 1920   | Irish Open    | Mixed        | 1     | George Alan Thomas / Hazel Hogarth          |
| 1920   | All England   | Herreneinzel | 1     | George Alan Thomas                          |
| 1920   | All England   | Mixed        | 1     | George Alan Thomas / Hazel Hogarth          |
| 1920   | Irish Open    | Herreneinzel | 1     | George Alan Thomas                          |
| 1921   | Scottish Open | Herreneinzel | 1     | George Alan Thomas                          |
| 1921   | All England   | Herreneinzel | 1     | George Alan Thomas                          |
| 1921   | Scottish Open | Mixed        | 1     | George Alan Thomas / Lavinia Clara Radeglia |
| 1921   | All England   | Mixed        | 1     | George Alan Thomas / Hazel Hogarth          |
| 1921   | Irish Open    | Herreneinzel | 1     | George Alan Thomas                          |
| 1921   | Irish Open    | Mixed        | 1     | George Alan Thomas / Hazel Hogarth          |
| 1921   | All England   | Herrendoppel | 1     | George Alan Thomas / Frank Hodge            |
| 1922   | All England   | Herreneinzel | 1     | George Alan Thomas                          |
| 1922   | All England   | Mixed        | 1     | George Alan Thomas / Hazel Hogarth          |
| 1922   | Scottish Open | Mixed        | 1     | George Alan Thomas / Lavinia Clara Radeglia |
| 1922   | Irish Open    | Herrendoppel | 1     | Gordon Mack / George Alan Thomas            |
| 1922   | Scottish Open | Herreneinzel | 1     | George Alan Thomas                          |
| 1923   | Irish Open    | Herrendoppel | 1     | Gordon Mack / George Alan Thomas            |
| 1923   | Scottish Open | Herrendoppel | 1     | George Alan Thomas / Herbert Uber           |
| 1923   | Scottish Open | Mixed        | 1     | George Alan Thomas / Margaret Tragett       |
| 1923   | All England   | Herreneinzel | 1     | George Alan Thomas                          |
| 1924   | Scottish Open | Mixed        | 1     | George Alan Thomas / Margaret Tragett       |
| 1924   | Irish Open    | Herrendoppel | 1     | Gordon Mack / George Alan Thomas            |
| 1924   | All England   | Herrendoppel | 1     | George Alan Thomas / Frank Hodge            |
| 1925   | Scottish Open | Herrendoppel | 1     | George Alan Thomas / Herbert Uber           |
| 1925   | Scottish Open | Herreneinzel | 1     | George Alan Thomas                          |
| 1926   | Irish Open    | Herrendoppel | 1     | Raoul du Roveray / George Alan Thomas       |
| 1926   | Scottish Open | Herrendoppel | 1     | George Alan Thomas / Herbert Uber           |
| 1926   | Scottish Open | Herreneinzel | 1     | George Alan Thomas                          |
| 1926   | Scottish Open | Mixed        | 1     | George Alan Thomas / Margaret Tragett       |
| 1927   | Irish Open    | Herrendoppel | 1     | Gordon Mack / George Alan Thomas            |
| 1927   | Irish Open    | Herreneinzel | 1     | George Alan Thomas                          |
| 1927   | Scottish Open | Herrendoppel | 1     | George Alan Thomas / Herbert Uber           |
| 1928   | Irish Open    | Herrendoppel | 1     | Albert Edward Harbot / George Alan Thomas   |
| 1928   | All England   | Herrendoppel | 1     | George Alan Thomas / Frank Hodge            |
| 1929   | Irish Open    | Herrendoppel | 1     | J. D. M. McCallum / George Alan Thomas      |